# Whyte River
Der Whyte River ist ein Fluss im Nordwesten des australischen Bundesstaates Tasmanien.

## Geografie

### Flusslauf
Der etwas mehr als 60 Kilometer lange Whyte River entspringt in der Magnet Range, rund neun Kilometer westlich von Waratah, und fließt nach Südwesten. In der Siedlung Luina unterquert er die Mount Road. In der Pieman River State Reserve mündet er bei der Siedlung Corinna in den Pieman River.

### Nebenflüsse mit Mündungshöhen
Nebenflüsse des Whyte River sind:
- Castray River – 244 m
- Paradox Creek – 177 m
- Heazlewood River – 146 m
- Post Office Creek – 93 m
- Rocky River – 39 m